# Львович Майя Давидівна
Ма́йя Дави́́дівна Львович (нар. 23 квітня 1933, Одеса — пом. 13 липня 2015, Харків) — українська і білоруська поетеса, перекладачка. Член НСПУ (1984) та СП Білорусі (1996).

## Біографія
Народилася в Одесі 23 квітня 1933 року. Її батько і мати переїхали до Одеси з Білорусі в 1930 році, коли їхні родини потрапили під репресії. По закінченні Одеського інституту зв'язку батько був направлений на роботу до Харкова. Подружжя Львовичів із п'ятирічною дочкою переїхало туди у 1938 році. У вересні 1941 року мати з доньками виїхала в евакуацію. Вони оселилися в місті Алга Актюбінської області Казахстану, де провели близько двох років. Там Майя вперше почула українську мову, яку, за її спогадами, відразу полюбила.1957 року закінчила Харківський університет. Працювала коректоркою у харківському видавництві «Прапор». Творчий шлях починала як перекладачка, володіла німецькою, чеською, польською, сербською, російською, білоруською та мовою їдиш. Майя Львович називала себе українсько-білоруською єврейкою.

## Творчість
Поезії писала українською, російською та білоруською мовами. Більшість поетичних збірок зазвичай з'являлися відразу двома мовами — українською і білоруською: «Цяпельца. Вогник» (Х., 1995), «У зязюльчинім борку. У зозульчинім борку» (К., 2002).
Авторка перекладів творів Алеся Адамовича, Янки Бриля, В. Колесника у виданні «Я — з вогняного села» (1977), Я. Бриля «Світанок, побачений здаля» (1983; усі — Київ), «Жывая. Жива» (2008), «Балагола» (2012), «Мелодія щастя» (2014).
Українською мовою вийшла збірка поезій «Земле моя…» (1985, Харків). Найбільше перекладала прозу та поезію (від Янки Купали та М. Богдановича до наймолодших сучасників) білоруських авторів.

## Твори
- «Земле моя» (Харків, 1985)
- «Цяпельца» («Вогник») (Харків, 1995)
- «У Зязюльчыным у Барку» («У Зозульчинім у Борку») (Київ, 2002)
- «Жывая» («Жива») (Харків, 2008)
- «Балагола» (Харків, 2012)
- «Мелодыя шчасця» («Мелодія щастя») (Харків, 2014)
- «Ластаўка, ляці. Ластівко, лети» (Харків, 2016).